# 32891 Amatrice
32891 Amatrice è un asteroide della fascia principale. Scoperto nel 1994, presenta un'orbita caratterizzata da un semiasse maggiore pari a 2,5434270 UA e da un'eccentricità di 0,1423858, inclinata di 13,38681° rispetto all'eclittica.
Il nome ricorda la cittadina italiana di Amatrice.